# Stamgasten
De Stamgasten is een Nederlandse stripreeks van Toon van Driel. De eerste aflevering verscheen in het Algemeen Dagblad van zaterdag 14 juni 1980. In een interview met Van Driel in het AD van 16 april 2021 werd genoemd dat de strip "binnenkort" uit de krant verdwijnt.
Veelgebruikte locaties van de strip zijn de kroeg met de naam "De Stam" die, samen met het restauratiegedeelte, in een boom gevestigd is en de ijsschots van de pinguïns. Een ander terugkerend thema is het Vreemdelingenlegioen. In principe spelen de strips zich overal af, behalve in bebouwde gebieden.
De Stamgasten was de derde strip van Van Driel. Eerder tekende hij al het eveneens zeer succesvolle F.C. Knudde en samen met Jan van Haasteren (onder het gemeenschappelijke pseudoniem Tojo) de strip De Stuntels. Naar eigen zeggen begon Van Driel De Stamgasten omdat FC Knudde slechts voor een beperkt publiek is, aangezien niet iedereen van sport houdt.
Inmiddels zijn er meer dan veertig albums met De Stamgasten verschenen, waaronder een editie rond het Wereldkampioenschap voetbal 1998 en reclamealbums voor Duyvis en Amstel Bier. Daarnaast verscheen De Stamgasten in stripblad Eppo (onder de titel Rokus en de Rest) en haar opvolgers (Eppo Wordt Vervolgd, Sjors & Sjimmie, Sjosji) en (onder de titel Vreemdelingenlegioen) en in het Algemeen Dagblad en Panorama. In de strips die in Panorama verschenen speelde het thema seks vaak een boventoon, dat kwam doordat dat blad voor een ouder publiek bestemd was. Zo was het konijn Ab Normaal voortdurend bezig met het afwerken van zo veel mogelijk vrouwtjeskonijnen en het afleveren van tientallen tonnen sperma bij de spermabank, maar ook de kudde pinguïns hielden zich in de Panorama-strips hoofdzakelijk bezig met dit fenomeen. Een ander veelvoorkomend thema is, daar de centrale locatie een kroeg is, veel drinken en dronkenschap.

## Personages
De karakters van De Stamgasten zijn allerlei dieren.
- Het bekendste is wellicht het roze en oversekste konijn Ab Normaal dat in een eigen televisieprogramma allerlei moppen voordroeg.
- Eveneens bekend is de hond die als barman fungeert. Zijn gastvrijheid staat niet hoog in het vaandel; veelgehoorde opmerkingen uit zijn mond zijn Dan rot je maar op of iets in die strekking. Wanneer hij wil sluiten of de laatste ronde aankondigt proberen zijn gasten voortdurend langer te blijven, bijvoorbeeld door meerdere glazen per persoon te bestellen;
- De ezel als kelner in het restauratiegedeelte waar vaak een paard komt tafelen;
- Het varken dat zich altijd aangeschoten in de bar bevindt;
- De suffe leeuw Felis Leo die altijd met een kroon getooid op jacht gaat, maar daarbij toch zelf altijd het onderspit moet delven;
- Het gele wezentje Kierewiet (of Leipie), dat altijd verdwaasd ergens rondloopt. Zijn opmerkingen raken altijd kant noch wal en een normale conversatie met hem is gewoonweg onmogelijk. Pogingen van hem bestaan uit het bestellen van brood in de kroeg of vragen of het een bushalte is;
- De fazant, getooid met strik, die beledigende opmerkingen maakt naar dikke damesnijlpaarden, met als gevolg dat hij de rake klappen daarvan ondervindt;
- Een olifant die voortdurend op de hak wordt genomen omdat hij klein geschapen is, en overigens eveneens behoorlijk kan drinken;
- Een oude kleine gebrilde vogel, genaamd Ome Jan, die altijd met opblaaspoppen in de weer is en in de kroeg aan de hoek van de bar vaak met een soortgenoot over het weer praat;
- Een krokodil, genaamd Bertus, die bij het betreden van de kroeg over een niet-bestaande mat struikelt;
- Een in legertenue geklede fazant (genaamd de commando), die vaak een poging doet vrouwen te versieren;
- De aaneengegroeide katertweeling Tjap & Tjoy, waarvan de ene drinkt en de andere niet;
- De kudde pinguïns die op een ijsschots een opmerkelijk groepsgedrag vertonen;
- Een condor met pilotenpet die altijd in het Engels toestemming vraagt om op te stijgen. Op zijn vlucht wordt hij altijd geschept door een Boeing, ook als hij meent dat hij voorrang heeft;
- Een slang wiens grote frustratie is dat hij geen poten heeft, waardoor hij niet kan sporten, een biertje vasthouden of een vrouw behagen.
- Een hond genaamd Stanley, die uit het buitenland komt. In tegenstelling tot de Nederlandse beesten in de kroeg is hij iemand met een vaste baan, al denken zijn kroeggenoten, die vol zitten met vooroordelen over buitenlanders, daar anders over. Stanley komt voornamelijk in de eerste delen voor en voor de zwart-wit-strips wordt hij met diagonale strepen ingekleurd om zijn bruine huidskleur te accentueren. Verder gaat hij getooid met een zwarte bos met krullen. Toen de strip in kleur verscheen werd ook Stanley ingekleurd, maar de diagonale strepen bleven om hem van de andere beesten te onderscheiden.